# العربي الزاولي
العربي الزاولي ( 1922 - 13 أبريل 1987 ) هو لاعب ومدرب ورئيس ناد مغربي، يعد من أبرز الشخصيات الرياضية في تاريخ كرة القدم المغربية.ترك بصمته في مجال التكوين والتدريب، وكان له دور بارز في ترسيخ مفهوم الرياضة كوسيلة للتربية والاندماج الاجتماعي، وخصوصا في أوساط الشباب ب الحي المحمدي.

## النشأة والمسيرة
ؤلد الزاولي سنة 1922 بمنطقة الشياضمة، إقليم الصويرة جنوب المغرب. ثم انتقل في شبابه إلى مدينة الدار البيضاء، حيث بدأ مشواره الرياضي في صفوف نادي الصخور السود، قبل أن ينضم إلى فريق الكوك، الذي اشتهر فيه بلقبه " العربي الكوك "، لاحقا، كان من أوائل الملتحقين بفريق الاتحاد البيضاوي عند تأسيسه، ولعب له كلاعب ثم مدرب، كما تولى رئاسة النادي في فترات لاحقة.
التكوين و التجربة التدريبية
انخرط العربي الزاولي في دورات تكوينية في اسبانيا والبرتغال ، مما ساهم في صقل تجربته التدريبية وجعلته من اوائل المدربين المغاربة المتخصصين بالتكوين القاعدي في ذلك الوقت ، اسس مدرسة الاتحاد البيضاوي لكرة القدم والتي تعتبر من اقدم اكاديميات كرة القدم في المغرب ومدارس التكوين الكروي في القارة الافريقية وكان يولي اهتماما خاصا بتربية الناشئة وانقاذهم من الانحراف عن طريق الرياضة في منطقة الحي المحمدي.
توفي العربي الزاولي يوم 13 ابريل 1987 في مدينة الدار البيضاء عن عمر يناهز 65 سنة ، ترك ارثا رياضيا وتربويا عميقا في اوساط كرة القدم المغربية ومن ابرز مظاهر تكريمه :
*اطلاق اسمه على ملعب العربي الزاولي في الدار البيضاء.
* تخليد ذكرىوفاته سنويا من طرف نادي الاتحاد البيضاوي و جماهيره.

## روابط خارجية
- العربي الزاولي.. الأب الروحي للاعبي «الطاس»